# Чебан, Ион Васильевич
Ион Васи́льевич Чеба́н (рум. Ion Ceban; род. 30 июня 1980, Кишинёв, Молдавская ССР, СССР) — молдавский политический деятель. Генеральный примар (мэр) муниципия Кишинёв с 11 ноября 2019 года. Переизбран на пост генерального примара муниципия Кишинёв 6 ноября 2023 года. Председатель партии Национальное альтернативное движение.
В прошлом, секретарь по идеологии Партии социалистов Республики Молдова. Председатель фракции Партии социалистов Республики Молдова в Муниципальном совете Кишинёва с 2015 по 2019 года. Вице-председатель Парламента Республики Молдова с 8 июня по 14 ноября 2019 года.

## Биография
Родился 30 июня 1980 года в Кишинёве Молдавской ССР, в семье Василия и Евгении Чебан.

### Профессиональная деятельность
- 2000—2002 — разработчик и координатор проектов и программ в социальной области примарии муниципия Кишинёва.
- 2002—2004 — вице-директор, директор департамента социальных проектов Информационной сети Правительства Республики Молдовы.
- 2004—2005 — главный консультант Аппарата Президента Республики Молдова по внутренней политике.
- 2005—2008 — глава управления программ для молодёжи Министерства образования и молодёжи Республики Молдова, Вице-министр образования и молодёжи Республики Молдова.
- 2009—2011 — консультант, глава кабинета Вице-председателя Парламента Республики Молдова.

### Политическая деятельность
В ходе досрочных парламентских выборов, состоявшихся 28 ноября 2010 года, баллотировался на должность депутата парламента Республики Молдова по спискам Партии коммунистов Республики Молдова (ПКРМ). Стал депутатом после всеобщих местных выборов, состоявшихся в июне 2011 года, после того, как депутаты от ПКРМ отказались от депутатских мандатов в пользу примарских мандатов.
- 2011—2015 — депутат Парламента Республики Молдова VIII—IX созывов, вице-председатель Комиссии культуры, образования, исследований, молодёжи, спорта и средств массовой информации Парламента Республики Молдова.

28 сентября 2012 года объявил о выходе из Партии коммунистов Республики Молдова и о вступлении в Партию социалистов Республики Молдова (ПСРМ) по примеру бывших по ПКРМ коллег Игоря Додона и Зинаиды Гречаной.
В 2014 году Ион Чебан вместе с коллегами из ПСРМ организовали незаконный референдум в Гагаузии, жителей которого спросили хотят ли они присоединиться к ЕС или Таможенному Союзу. В том же году, выступал против подписания Соглашения об ассоциации между Молдовой и Европейским союзом.
- 2015—2019 — муниципальный советник Кишинёва, председатель фракции ПСРМ в Муниципальном совете Кишинёва.
- 2016—2018 — советник Президента Республики Молдова по внутренней политике, секретарь, пресс-секретарь Президента Республики Молдова.

20 мая 2018 года участвовал в первом туре выборов генерального примара (мэра) Кишинёва, набрал 40,97% голосов. Во втором туре, проходившем 3 июня, набрал 47,43% голосов, проиграл кандидату от ПППДП Андрею Нэстасе, набравшему 52,57% голосов. Однако, 19 июня 2018 года городской суд Кишинёва отменил результаты выборов, что вызвало протесты. 21 июня решение об отмене было подтверждено Апелляционной палатой Кишинёва. 26 июня решение об отмене было подтверждено Высшей судебной палатой. На основании принятых судебных решений 29 июня Центральная избирательная комиссия Молдовы признала выборы генерального примара Кишинёва недействительными. В сложившейся ситуации, когда невозможно объявить новые выборы меньше чем за год до всеобщих местных выборов, выборы генерального примара Кишинёва было решено провести в рамках всеобщих местных выборов 2019 года.
- 9 марта — 14 ноября 2019 — депутат Парламента Республики Молдова от Партии социалистов Республики Молдова.

20 октября 2019 года вновь участвовал в первом туре выборов генерального примара (мэра) Кишинёва, набрал 40,19% голосов. Во втором туре, проходившем 3 ноября, набрал 52,39% голосов, став примаром Кишинёва.
- С 11 ноября 2019 — Генеральный примар муниципия Кишинёв.

В декабре 2021 года Чебан объявил о создании Национального альтернативного движения — политического проекта, призванного «предложить альтернативу гражданам, разочаровавшимся нынешней властью».

## Образование
Владеет румынским, русским, английским и французским языками.
- 1997—2002 — Молдавский государственный университет, Факультет математики и информатики.
- 2002—2003 — Технический университет Молдовы, Факультет вычислительной техники, информатики и микроэлектроники.
- 2015—2018, 2019 — Российская академия народного хозяйства и государственной службы, специальность — «Государственное и муниципальное управление»; аспирант (Москва, Российская Федерация).
- 2016, 2018 — Национальная школа администрации (Париж, Франция).
- 2018 — настоящее время — Школа управления (Берлин, Германия).

## Общественная деятельность
Ион Чебан известен своей позицией и участием в акциях по прекращению незаконных построек в Кишинёве. Это отражено в публичных заявлениях в начале исполнения мандата примара столицы.
Также в 2022 году примар Кишинева начал массовую реконструкцию улиц, парков, лифтов в подъездах и установил большое количество Велосипедных дорожек в столице.

## Покушение
Весной 2019 года во время прогулки с семьёй, на Чебана было совершено покушение. Неизвестный выстрелил в него из винтовки, во время прогулки по пляжу в Вадул-луй-Водэ. «Пуля прошла между мной и моей женой, когда я держал детей за руки», заявил политик. Свидетелями покушения оказалась группа рыбаков, которая так же находилась на пляже. Прибывшая на место происшествия полиция изъяла винтовку, оказавшуюся боевой. По данному факту было возбуждено два уголовных дела.

## Семья
Жена — Татьяна Цаулян. Дети: дочь Ильинка и сыновья Василий и Марк .